# Calochortus weedii
Calochortus weedii là một loài thực vật có hoa trong họ Liliaceae. Loài này được Alph.Wood miêu tả khoa học đầu tiên năm 1868.